# Millis (Massachusetts)
Millis es un municipio del condado de Norfolk, Massachusetts, Estados Unidos. Tiene una población estimada, a mediados de 2021, de 8668 habitantes.

## Geografía
El municipio está ubicado en las coordenadas 42°10′23″N 71°21′50″O / 42.17306, -71.36389 (42.173103, -71.363756). Según la Oficina del Censo de los Estados Unidos, Millis tiene una superficie total de 31.8 km², de la cual 31.2 km² corresponden a tierra firme y 0.6 km² son agua.

## Demografía
Según el censo de 2020, en ese momento había 8460 personas residiendo en Millis. La densidad de población era de 266.0 hab./km². El 88.84% de los habitantes eran blancos, el 1.38% eran afroamericanos, el 0.21% eran amerindios, el 2.78% eran asiáticos, el 0.01% era isleño del Pacífico, el 1.24% eran de otras razas y el 5.53% eran de una mezcla de razas. Del total de la población, el 3.43% eran hispanos o latinos de cualquier raza.